# 桃山御陵前駅
桃山御陵前駅（ももやまごりょうまええき）は、京都府京都市伏見区観音寺町にある、近畿日本鉄道（近鉄）京都線の駅。駅番号はB08。

## 歴史
- 1928年（昭和3年）
  - 11月3日：奈良電気鉄道当駅 - 西大寺（現・大和西大寺）間開通時に開業[2]。
  - 11月15日：奈良電気鉄道京都 - 当駅間延伸[2]。
- 1945年（昭和20年）12月21日：当駅と京阪本線丹波橋駅とを結ぶ線路を新設し、全列車が京阪丹波橋駅へ乗り入れる。堀内駅（現在の近鉄丹波橋駅の前身）経由の線路は営業を停止、引上線となる。
  - 丹波橋駅での相互乗り入れが開始されるまで、当駅と伏見桃山駅が当路線と京阪との連絡駅であった。当駅の開業以前より戦争中の運行中断まで京阪の伏見桃山駅には急行が停車していたが、京阪側の事情もあり1949年以降伏見桃山駅に優等列車の設定はない。
- 1963年（昭和38年）10月1日：会社合併により近畿日本鉄道の駅となる[2]。
- 2007年（平成19年）4月1日：ICカード「PiTaPa」使用開始[3]。
- 2024年（令和6年）1月10日：駅係員の配置を、終日から時間帯配置化[4]。

## 駅構造
相対式2面2線のホームを持つ高架駅。ホーム有効長は6両。改札・コンコースは1階、ホームは2階にある。改札口は1ヶ所のみで、大手筋に面している。
開業時から高架駅であった。桃山御陵参道との平面交差を京都府から変更を求められたため、当初は地下線とする予定であった。地下水脈を断つとして伏見酒造組合が反対を示し、伏見町長名での同内容の陳情書も出された。それを重く見た府から対策を求められた結果、奈良電側が折れ、町内は高架となった。
駅の北側には1945年から1968年まで実施された京阪本線との相互乗り入れに使用された線路の跡がわずかに残っている。1970年代まではその先の築堤や道路を跨いでいたプレートガーターも残存していたが、宅地開発のため撤去された。
京都駅管理の有人駅で、PiTaPa・ICOCA対応の自動改札機および自動精算機（回数券カードおよびICカードのチャージに対応）が設置されている。

### のりば
| のりば | 路線     | 方向 | 行先                           |
| ------ | -------- | ---- | ------------------------------ |
| 1      | B 京都線 | 下り | 近鉄奈良・天理・橿原神宮前方面 |
| 2      | B 京都線 | 上り | 京都・国際会館方面             |

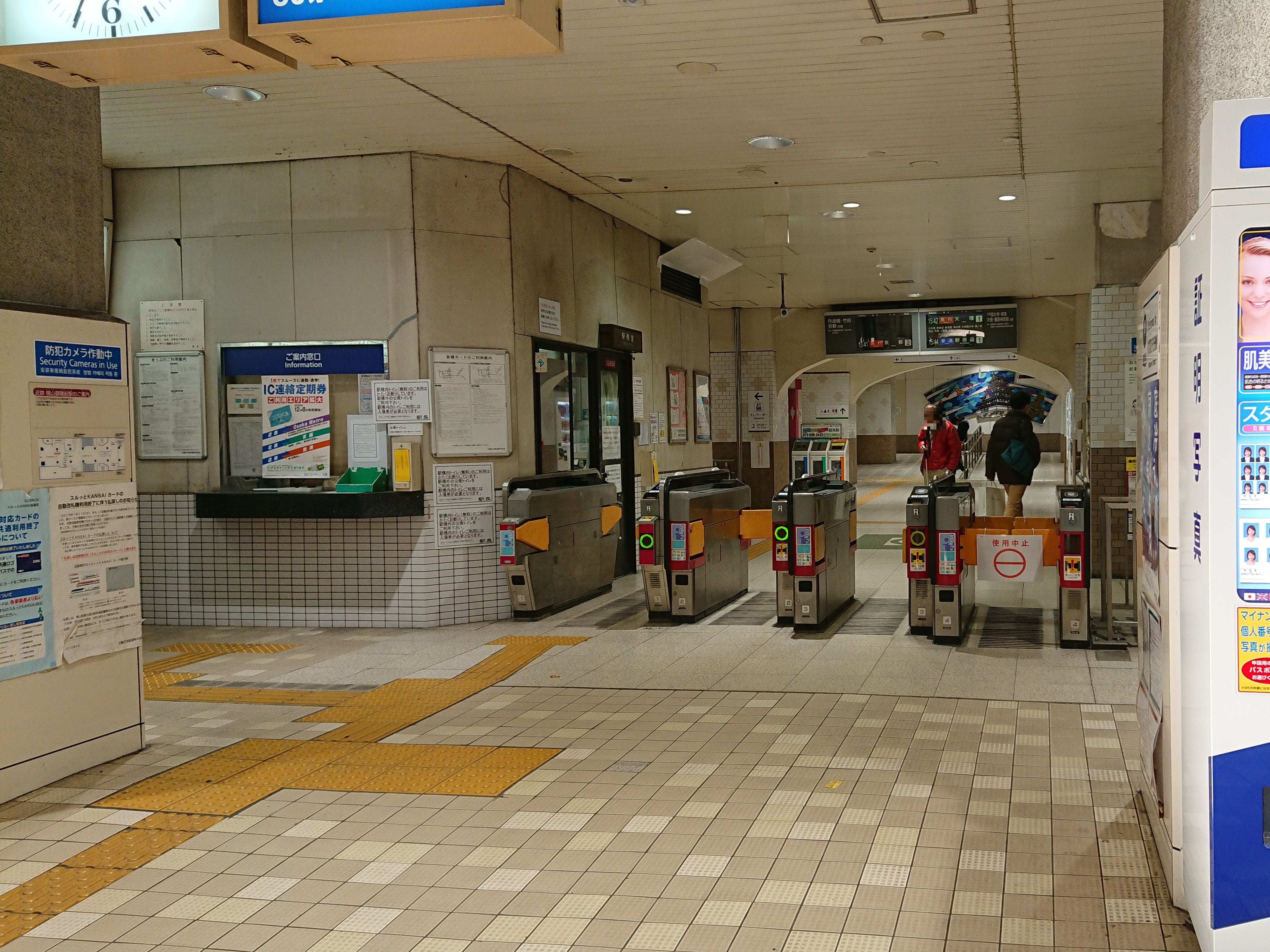
改札口（2021年1月）
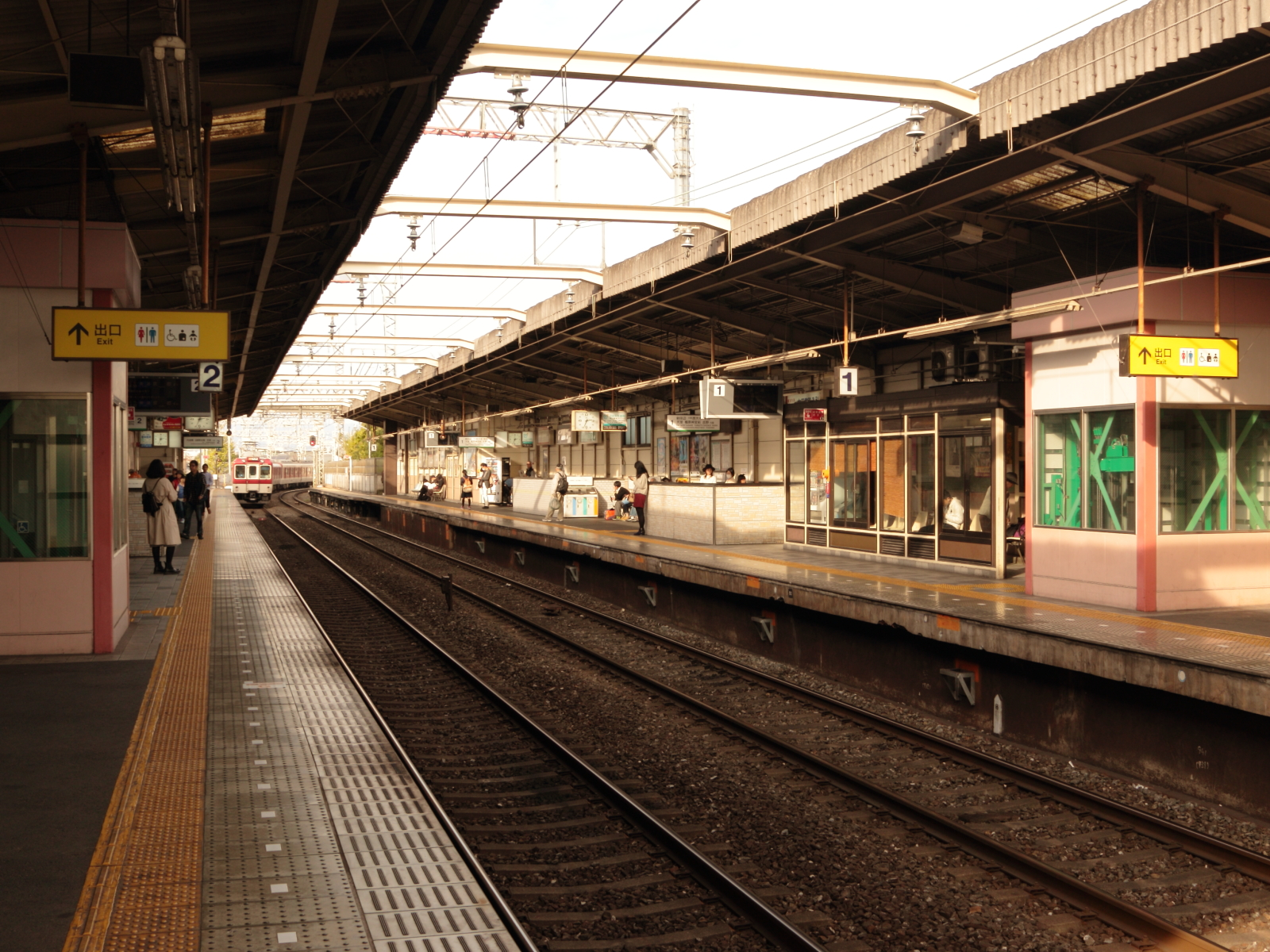
ホーム（2015年11月）

## 利用状況
近年における当駅の1日乗降人員の調査結果は以下の通り。
- 2023年11月7日：14,606人
- 2022年11月8日：13,499人
- 2021年11月9日：12,759人
- 2018年11月13日：15,214人
- 2015年11月10日：14,997人
- 2012年11月13日：14,855人
- 2010年11月9日：15,216人
- 2008年11月18日：15,267人
- 2005年11月8日：15,407人

## 駅周辺
- 京阪本線 伏見桃山駅
- JR奈良線 桃山駅（約500メートル東方）
  - 現在はいずれも公式な乗換駅ではなく、各駅出口に相互の案内表示があるにとどまっている。
- 国道24号
- 京都府道35号大津淀線
- 京都府道79号伏見柳谷高槻線
- 御香宮神社（名水百選）
- 寺田屋
- 月桂冠大倉記念館
- 伏見十石舟
- キザクラカッパカントリー
- 京都市伏見区役所
  - 伏見青少年活動センター
- 伏見中央図書館
- 京都京町郵便局
- 伏見大手筋商店街
  - 献血ルーム伏見大手筋
  - おやかまっさん（からくり時計、近畿労働金庫伏見支店）
- 京都リビングエフエム
- 国道24号

### バス路線
駅から徒歩3分の国道24号沿いにある京都市営バス「御香宮前」、近鉄バス「桃山」停留所（同一地点）がある。かつては駅前にバス乗り場があり京阪宇治交通と近鉄バスの路線が乗り入れていた。

## 隣の駅
近畿日本鉄道
B 京都線
■急行
近鉄丹波橋駅 (B07) - 桃山御陵前駅 (B08) - 大久保駅 (B12)
■準急・■普通
近鉄丹波橋駅 (B07) - 桃山御陵前駅 (B08) - 向島駅 (B09)
- 洛南高校体育祭開催当日には急行の一部が向島駅に臨時停車する。
- 括弧内は駅番号を示している。